# ارنست هاينريش اندروك
ارنست هاينريش اندروك (1878-1966) Ernst Heinrich Landrock سويسرى أسس مكتبة لينرت ولاندروك سنه 1924 وهي حالياً أقدم مكتبة على الإطلاق أسسها اجانب في مصر باقية لغايهدلوقت في منطقة وسط القاهرة.
عاش اندروك في مصر60 سنه وتوفى فيها، و ساب عيلته فيها، وأحفاده هم اللى يديرون مكتبة لينرت ولاندروك حاليا بشارع شريف بالقاهرة.
مكتبة لينرت ولاندروك أهم مكتبة مصرية في كتب الفن القديم والحديث والمعاصر، باللغات الإنجليزية والفرنسية والألمانية، وكمان عن أعمال (رودلف لينرت) الفوتوغرافية النادرة .وتحتفظ المكتبة بفوتوغرافيا التاريخ المصري قبل 100 سنه
احتفلت الجامعة الأمريكية بالقاهرة ، بمرور 100 سنه على تأسيس أول مكتبة في مصر والشرق تتخصص في طباعة ونشر وبيع الصور الفوتوغرافية لمصر

## وصلات خارجية
- «لينرت ولاندروك» سحر الشرق بعيون أوروبية